# Ngữ tộc Mixtec
Ngữ tộc Mixtec là một nhóm ngôn ngữ thuộc ngữ hệ Oto-Mangue, hiện diện ở México. Chúng bao gồm nhóm ngôn ngữ Trique (hoặc Triqui), được sử dụng bởi khoảng 24.500 người; nhóm ngôn ngữ Cuicatec, được nói bởi khoảng 15.000 người; và nhóm ngôn ngữ Mixtec, được nói bởi khoảng 511.000 người. Mối quan hệ giữa các ngôn ngữ Trique, Cuicatec và Mixtec là một câu hỏi mở. Nghiên cứu chưa được công bố bởi Terrence Kaufman trong những năm 1980 đã ủng hộ nhóm Cuicatec và Mixtec sắp chung.